# Pamiela

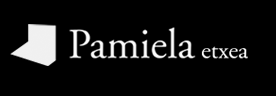
Logo de la maison d'édition Pamiela.

Pamiela Etxea est une maison d'édition basée à Pampelune en Espagne qui publie des livres et magazines en langue basque et espagnole .
Pamiela publie des livres, brochures, dépliants et bandes dessinées, outre le magazine "Pamiela", qui a débuté en 1983-1984.
Depuis 2005 Pamiela fait partie, avec d'autres maisons d'édition dont Txalaparta, de l'Association des éditeurs indépendants de Navarre (NAIE).  